# Tyana lancina
Tyana lancina är en fjärilsart som beskrevs av Butler 1880. Tyana lancina ingår i släktet Tyana och familjen trågspinnare. Inga underarter finns listade i Catalogue of Life.